# Drum național 14A
Der Drum național 14A (rumänisch für „Nationalstraße 14A“, kurz DN14A) ist eine Hauptstraße in Rumänien.

## Verlauf
Die Straße zweigt am Westrand von Mediaș (Mediasch) vom Drum național 14 nach Norden ab und verläuft durch Târnăveni, wo sie die Târnava Mică (Kleine Kokel) quert, und weiter nach Iernut am Mureș (Mieresch), an dessen östlichem Rand sie auf den Drum național 15 (Europastraße 60) trifft und an diesem endet.
Die Länge der Straße beträgt rund 41 Kilometer.